# 白花水八角
白花水八角（学名：Gratiola japonica），为玄参科水八角属下的一个植物种。